# Liste der Landtagswahlkreise in Rheinland-Pfalz

Karte der Wahlkreise (ab 2021)

Die Liste der Landtagswahlkreise in Rheinland-Pfalz listet alle Wahlkreise zur Wahl des Landtages von Rheinland-Pfalz auf.

## Gesetzliche Grundlagen
Dem Landtag von Rheinland-Pfalz gehören zurzeit (2020) 101 Abgeordnete (Minimum laut Landeswahlgesetz) in fünf Fraktionen an, von denen 51 Sitze in Direktwahl, die restlichen Sitze über geschlossene Listen vergeben wurden. Die letzte Landtagswahl in Rheinland-Pfalz fand am 14. März 2021 statt. Die SPD errang bei dieser Wahl insgesamt 28 Direktmandate, die CDU 23. Die Grünen errangen das Direktmandat im Wahlkreis Mainz I und damit erstmals ein Direktmandat bei einer Landtagswahl in Rheinland-Pfalz.
Bei der vorigen Wahl 2016 gewann die SPD 27 Direktmandate, die CDU 24. Die Erststimme wird Wahlkreisstimme, die Zweitstimme Landesstimme genannt. Die Parteien können wahlweise eine Landesliste für das gesamte Wahlgebiet oder je eine Bezirksliste in den vier Wahlbezirken aufstellen.

Zur Landtagswahl 2016 wurde das Landeswahlrecht geändert. Demnach ist eine Neuabgrenzung künftig vorzunehmen, wenn die Zahl der wahlberechtigten Einwohner um mehr als 25 % vom Durchschnitt abweicht. Darüber hinaus wird der Zuschnitt einiger Wahlkreise geändert, teils durch besagte Abweichungen, teils auch durch die Gebietsreform, bei der einige Verbandsgemeinden und verbandsfreie Gemeinden fusioniert wurden.
Der Gesetzentwurf wurde vom Landtag am 15. Oktober 2014 mit den Stimmen von SPD und Bündnis 90/Die Grünen angenommen. Die CDU lehnte ihn dagegen wegen verfassungsrechtlicher Bedenken ab.
Zur Landtagswahl 2021 wurde eine erneute Änderung der Wahlkreisgrenzen wirksam. Diese wurde am 19. September 2019 vom Landtag mit den Stimmen von SPD, FDP und Bündnis 90/Die Grünen gegen die Stimmen der CDU bei Enthaltung der AfD angenommen. Begründet wurde der Neuzuschnitt mit der Bevölkerungsentwicklung und der angestrebten Stimmengleichheit. Die Gesetzesnovelle sieht folgende Änderungen vor:
- Das Land Rheinland-Pfalz wird zukünftig in 52 (statt bisher 51) Wahlkreise eingeteilt, bei weiterhin 101 Sitzen im Landtag werden somit zukünftig 49 (statt 50) Mandate über Reservelisten vergeben.
- In der Landeshauptstadt Mainz wird ein dritter Wahlkreis errichtet. Der Wahlkreis Mainz I umfasst die Stadtteile Altstadt, Neustadt, Oberstadt und Hartenberg-Münchfeld, der Wahlkreis Mainz II die Stadtteile Bretzenheim, Gonsenheim, Hechtsheim, Mombach und Weisenau und der neu errichtete Wahlkreis Mainz III umfasst die Stadtteile Drais, Ebersheim, Finthen, Laubenheim, Lerchenberg und Marienborn sowie die Verbandsgemeinde Bodenheim des Landkreises Mainz-Bingen, diese wird dafür aus dem Wahlkreis Ingelheim herausgelöst.
- Im Landkreis Kaiserslautern wird die Verbandsgemeinde Otterbach-Otterberg vollständig dem Wahlkreis Kaiserslautern II zugeordnet, die 2019 neu gebildete Verbandsgemeinde Landstuhl gehört nunmehr vollständig dem Wahlkreis Kaiserslautern-Land an.
- Im Raum Südwestpfalz wird ein Wahlkreis gestrichen, zukünftig gibt es nur noch zwei Wahlkreise: Der Wahlkreis Zweibrücken umfasst neben der kreisfreien Stadt Zweibrücken die Verbandsgemeinden Thaleischweiler-Wallhalben, Waldfischbach-Burgalben und Zweibrücken-Land, der Wahlkreis Pirmasens neben der kreisfreien Stadt Pirmasens die Verbandsgemeinden Dahner Felsenland, Hauenstein, Pirmasens-Land und Rodalben. Der Wahlkreis Pirmasens-Land wird aufgelöst.
- Auch im Raum Südliche Weinstraße kommt es zu Neuzuschnitten: Der Wahlkreis Südliche Weinstraße umfasst nunmehr die Verbandsgemeinden Annweiler am Trifels, Bad Bergzabern, Herxheim und Landau-Land sowie die Verbandsgemeinde Kandel des Landkreises Germersheim.
- Der Landkreis Germersheim erhält ein zusätzliches Direktmandat: Der Wahlkreis Germersheim umfasst nunmehr neben der Stadt Germersheim die Verbandsgemeinden Bellheim und Lingenfeld sowie die Verbandsgemeinde Offenbach an der Queich des Landkreises Südliche Weinstraße. Der neue Wahlkreis Wörth am Rhein umfasst neben der Stadt Wörth am Rhein die Verbandsgemeinden Hagenbach, Jockgrim und Rülzheim.
- Alle anderen Wahlkreise bleiben von diesem Gesetz unberührt, es ändert sich teilweise die Beschreibung, bedingt durch kommunale Neugliederungen.

## Aktuelle Wahlkreiseinteilung
Das Land ist in 4 Bezirke und 52 Wahlkreise eingeteilt.
| Landtagswahlkreise in Rheinland-Pfalz | Landtagswahlkreise in Rheinland-Pfalz        | Landtagswahlkreise in Rheinland-Pfalz | Landtagswahlkreise in Rheinland-Pfalz |
| Nr.                                   | Wahlkreis                                    | Gebiet zur Wahl 2021 | Veränderung zu 2014 |
| Bezirk 1                              | Bezirk 1                                     | Kreisfreie Stadt Koblenz, Landkreise Ahrweiler, Mayen-Koblenz, Neuwied, Altenkirchen (Westerwald), Rhein-Lahn-Kreis, Westerwaldkreis | Kreisfreie Stadt Koblenz, Landkreise Ahrweiler, Mayen-Koblenz, Neuwied, Altenkirchen (Westerwald), Rhein-Lahn-Kreis, Westerwaldkreis                                                                                          |
| ------------------------------------- | -------------------------------------------- | --- | --- |
| 1                                     | Betzdorf/Kirchen (Sieg)                      | umfasst vom Landkreis Altenkirchen (Westerwald) die Verbandsgemeinden Daaden-Herdorf, Kirchen (Sieg) und die ehemalige Verbandsgemeinde Betzdorf nach dem Stand vom 31. Dezember 2016 sowie vom Westerwaldkreis die Verbandsgemeinde Rennerod | Zusammenlegung von Herdorf und der VG Daaden zur VG Daaden-Herdorf |
| 2                                     | Altenkirchen (Westerwald)                    | umfasst vom Landkreis Altenkirchen (Westerwald) die Verbandsgemeinden Altenkirchen-Flammersfeld, Hamm (Sieg), Wissen und die ehemalige Verbandsgemeinde Gebhardshain nach dem Stand vom 31. Dezember 2016 | Zusammenlegung der VG Altenkirchen und Flammersfeld zur VG Altenkirchen-Flammersfeld |
| 3                                     | Linz am Rhein/Rengsdorf                      | umfasst vom Landkreis Neuwied die Verbandsgemeinden Asbach, Bad Hönningen, Linz am Rhein, Rengsdorf-Waldbreitbach und Unkel | Zusammenlegung der VG Rengsdorf und Waldbreitbach zur VG Rengsdorf-Waldbreitbach |
| 4                                     | Neuwied                                      | umfasst vom Landkreis Neuwied die große kreisangehörige Stadt Neuwied sowie die Verbandsgemeinden Dierdorf und Puderbach | keine |
| 5                                     | Bad Marienberg (Westerwald)/Westerburg       | umfasst vom Westerwaldkreis die Verbandsgemeinden Bad Marienberg (Westerwald), Hachenburg, Selters (Westerwald) und Westerburg | keine |
| 6                                     | Montabaur                                    | umfasst vom Westerwaldkreis die Verbandsgemeinden Montabaur, Ransbach-Baumbach, Wallmerod und Wirges | keine |
| 7                                     | Diez/Nassau                                  | umfasst vom Rhein-Lahn-Kreis die Verbandsgemeinden Aar-Einrich, Diez, Nastätten und die ehemalige Verbandsgemeinde Nassau nach dem Stand vom 31. Dezember 2018 | Zusammenlegung der VG Hahnstätten und Katzenelnbogen zur VG Aar-Einrich |
| 8                                     | Koblenz/Lahnstein                            | umfasst das rechts des Rheins gelegene Gebiet der kreisfreien Stadt Koblenz sowie vom Rhein-Lahn-Kreis die große kreisangehörige Stadt Lahnstein sowie die Verbandsgemeinde Loreley und die ehemalige Verbandsgemeinde Bad Ems nach dem Stand vom 31. Dezember 2018 | keine |
| 9                                     | Koblenz                                      | umfasst das links des Rheins gelegene Gebiet der kreisfreien Stadt Koblenz | keine |
| 10                                    | Bendorf/Weißenthurm                          | umfasst vom Landkreis Mayen-Koblenz die verbandsfreie Gemeinde Bendorf sowie die Verbandsgemeinden Vallendar und Weißenthurm sowie vom Westerwaldkreis die Verbandsgemeinde Höhr-Grenzhausen | keine |
| 11                                    | Andernach                                    | umfasst vom Landkreis Mayen-Koblenz die große kreisangehörige Stadt Andernach sowie die Verbandsgemeinden Pellenz und Mendig | keine |
| 12                                    | Mayen                                        | umfasst vom Landkreis Mayen-Koblenz die große kreisangehörige Stadt Mayen sowie die Verbandsgemeinden Maifeld, Vordereifel und Rhein-Mosel | keine |
| 13                                    | Remagen/Sinzig                               | umfasst vom Landkreis Ahrweiler die verbandsfreien Gemeinden Remagen und Sinzig sowie die Verbandsgemeinden Bad Breisig und Brohltal | keine |
| 14                                    | Bad Neuenahr-Ahrweiler                       | umfasst vom Landkreis Ahrweiler die verbandsfreien Gemeinden Bad Neuenahr–Ahrweiler und Grafschaft sowie die Verbandsgemeinden Adenau und Altenahr | keine |
| Bezirk 2                              | Bezirk 2                                     | Kreisfreie Stadt Trier, Landkreise Bad Kreuznach, Bernkastel-Wittlich, Birkenfeld, Bitburg-Prüm, Cochem-Zell, Daun, Rhein-Hunsrück-Kreis, Trier-Saarburg | Kreisfreie Stadt Trier, Landkreise Bad Kreuznach, Bernkastel-Wittlich, Birkenfeld, Bitburg-Prüm, Cochem-Zell, Daun, Rhein-Hunsrück-Kreis, Trier-Saarburg                                                                      |
| 15                                    | Cochem-Zell                                  | umfasst den Landkreis Cochem-Zell | keine |
| 16                                    | Rhein-Hunsrück                               | umfasst vom Rhein-Hunsrück-Kreis die verbandsfreie Gemeinde Boppard sowie die Verbandsgemeinden Hunsrück-Mittelrhein, Kastellaun und Simmern-Rheinböllen | Zusammenlegung der VG Emmelshausen und Sankt Goar-Oberwesel zur VG Hunsrück-Mittelrhein und der VG Rheinböllen und Simmern/Hunsrück zur VG Simmern-Rheinböllen                                                                |
| 17                                    | Bad Kreuznach                                | umfasst vom Landkreis Bad Kreuznach die große kreisangehörige Stadt Bad Kreuznach sowie die ehemaligen Verbandsgemeinden Bad Kreuznach und Bad Münster am Stein-Ebernburg nach dem Stand vom 31. Dezember 2016 sowie die Verbandsgemeinde Langenlonsheim-Stromberg | Zusammenlegung der VG Langenlonsheim und Stromberg zur VG Langenlonsheim-Stromberg |
| 18                                    | Kirn/Bad Sobernheim                          | umfasst vom Landkreis Bad Kreuznach die Verbandsgemeinden Kirner Land und Nahe-Glan sowie die ehemalige Verbandsgemeinde Rüdesheim nach dem Stand vom 31. Dezember 2016 | Zusammenlegung der Stadt Kirn und der Verbandsgemeinde Kirn-Land zur VG Kirner Land und der VG Meisenheim und Bad Sobernheim zur VG Nahe-Glan                                                                                 |
| 19                                    | Birkenfeld                                   | umfasst den Landkreis Birkenfeld | keine |
| 20                                    | Vulkaneifel                                  | umfasst den Landkreis Vulkaneifel | keine |
| 21                                    | Bitburg-Prüm                                 | umfasst den Eifelkreis Bitburg-Prüm | keine |
| 22                                    | Wittlich                                     | umfasst vom Landkreis Bernkastel-Wittlich die verbandsfreie Gemeinde Wittlich und die Verbandsgemeinden Traben-Trarbach und Wittlich-Land | keine |
| 23                                    | Bernkastel-Kues/Morbach/Kirchberg (Hunsrück) | umfasst vom Landkreis Bernkastel-Wittlich die verbandsfreie Gemeinde Morbach sowie die Verbandsgemeinden Bernkastel-Kues und Thalfang am Erbeskopf sowie vom Rhein-Hunsrück-Kreis die Verbandsgemeinde Kirchberg (Hunsrück) | keine |
| 24                                    | Trier/Schweich                               | umfasst die Stadtteile Biewer, Ehrang, Pfalzel und Ruwer/Eitelsbach der kreisfreien Stadt Trier sowie vom Landkreis Trier-Saarburg die Verbandsgemeinden Ruwer, Schweich an der Römischen Weinstraße und Trier-Land | keine |
| 25                                    | Trier                                        | umfasst die kreisfreie Stadt Trier ohne die Stadtteile Biewer, Ehrang, Pfalzel und Ruwer/Eitelsbach | keine |
| 26                                    | Konz/Saarburg                                | umfasst vom Landkreis Trier-Saarburg die Verbandsgemeinden Hermeskeil, Konz und Saarburg-Kell | Zusammenlegung der VG Kell am See und Saarburg zur VG Saarburg-Kell |
| Bezirk 3                              | Bezirk 3                                     | Kreisfreie Städte Mainz, Worms, Frankenthal (Pfalz), Ludwigshafen am Rhein, Speyer, Landkreise Mainz-Bingen, Alzey-Worms, Rhein-Pfalz-Kreis | Kreisfreie Städte Mainz, Worms, Frankenthal (Pfalz), Ludwigshafen am Rhein, Speyer, Landkreise Mainz-Bingen, Alzey-Worms, Rhein-Pfalz-Kreis                                                                                   |
| 27                                    | Mainz I                                      | umfasst die Stadtteile Mainz-Altstadt, Mainz-Neustadt, Mainz-Oberstadt und Mainz-Hartenberg/Münchfeld der kreisfreien Stadt Mainz | Abgabe des Stadtteiles Mainz-Laubenheim an den WK 29 und des Stadtteiles Mainz-Weisenau an den WK 28 |
| 28                                    | Mainz II                                     | umfasst die Stadtteile Mainz-Bretzenheim, Mainz-Gonsenheim, Mainz-Hechtsheim, Mainz-Mombach und Mainz-Weisenau der kreisfreien Stadt Mainz | Abgabe der Stadtteile Mainz-Drais, Mainz-Ebersheim, Mainz-Finthen, Mainz-Lerchenberg und Mainz-Marienborn an den neugebildeten WK 29, Aufnahme des Stadtteils Mainz-Weisenau vom WK 27                                        |
| 29                                    | Mainz III                                    | umfasst die Stadtteile Mainz-Drais, Mainz-Ebersheim, Mainz-Finthen, Mainz-Laubenheim, Mainz-Lerchenberg und Mainz-Marienborn der kreisfreien Stadt Mainz sowie vom Landkreis Mainz-Bingen die Verbandsgemeinde Bodenheim | neu gebildeter Wahlkreis, Bildung aus Teilen des vormaligen Wahlkreises Mainz II sowie dem Stadtteil Mainz-Laubenheim vom WK 27 und der VG Bodenheim vom vormaligen WK 30 (Ingelheim am Rhein)                                |
| 30                                    | Bingen am Rhein                              | umfasst vom Landkreis Mainz-Bingen die große kreisangehörige Stadt Bingen am Rhein sowie die Verbandsgemeinden Gau-Algesheim, Rhein-Nahe und Sprendlingen-Gensingen | neue Wahlkreisnummer |
| 31                                    | Ingelheim am Rhein                           | umfasst vom Landkreis Mainz-Bingen die große kreisangehörige Stadt Ingelheim am Rhein und die verbandsfreie Gemeinde Budenheim sowie die Verbandsgemeinde Nieder-Olm | neue Wahlkreisnummer, Abgabe der VG Bodenheim an den neuen WK 29 (Mainz III) |
| 32                                    | Rhein-Selz/Wonnegau                          | umfasst vom Landkreis Mainz-Bingen die Verbandsgemeinde Rhein-Selz sowie vom Landkreis Alzey-Worms die Verbandsgemeinden Eich, Monsheim und Wonnegau | neue Wahlkreisnummer |
| 33                                    | Worms                                        | umfasst die kreisfreie Stadt Worms | neue Wahlkreisnummer |
| 34                                    | Alzey                                        | umfasst vom Landkreis Alzey-Worms die verbandsfreie Gemeinde Alzey sowie die Verbandsgemeinden Alzey-Land, Wöllstein und Wörrstadt | neue Wahlkreisnummer |
| 35                                    | Frankenthal (Pfalz)                          | umfasst die kreisfreie Stadt Frankenthal (Pfalz) sowie vom Rhein-Pfalz-Kreis die verbandsfreie Gemeinde Bobenheim-Roxheim sowie die Verbandsgemeinde Lambsheim-Heßheim | neue Wahlkreisnummer |
| 36                                    | Ludwigshafen am Rhein I                      | umfasst die Stadtteile Südliche Innenstadt, Nördliche Innenstadt, Friesenheim, Mundenheim und Rheingönheim der kreisfreien Stadt Ludwigshafen am Rhein | neue Wahlkreisnummer |
| 37                                    | Ludwigshafen am Rhein II                     | umfasst die Stadtteile Gartenstadt, Maudach, Oggersheim, Oppau und Ruchheim der kreisfreien Stadt Ludwigshafen am Rhein | neue Wahlkreisnummer |
| 38                                    | Mutterstadt                                  | umfasst vom Rhein-Pfalz-Kreis die verbandsfreien Gemeinden Böhl-Iggelheim, Limburgerhof und Mutterstadt sowie die Verbandsgemeinden Dannstadt-Schauernheim, Maxdorf und Rheinauen | neue Wahlkreisnummer |
| 39                                    | Speyer                                       | umfasst die kreisfreie Stadt Speyer sowie vom Rhein-Pfalz-Kreis die verbandsfreie Gemeinde Schifferstadt und die Verbandsgemeinde Römerberg-Dudenhofen | neue Wahlkreisnummer |
| Bezirk 4                              | Bezirk 4                                     | Kreisfreie Städte Kaiserslautern, Pirmasens, Zweibrücken, Landau in der Pfalz, Neustadt an der Weinstraße, Landkreise Kaiserslautern, Kusel, Südwestpfalz, Südliche Weinstraße, Bad Dürkheim, Germersheim, Donnersbergkreis | Kreisfreie Städte Kaiserslautern, Pirmasens, Zweibrücken, Landau in der Pfalz, Neustadt an der Weinstraße, Landkreise Kaiserslautern, Kusel, Südwestpfalz, Südliche Weinstraße, Bad Dürkheim, Germersheim, Donnersbergkreis   |
| 40                                    | Donnersberg                                  | umfasst den Donnersbergkreis und vom Landkreis Bad Dürkheim die ehemalige Verbandsgemeinde Hettenleidelheim nach dem Stand vom 31. Dezember 2017 | neue Wahlkreisnummer |
| 41                                    | Kusel                                        | umfasst den Landkreis Kusel | neue Wahlkreisnummer |
| 42                                    | Bad Dürkheim                                 | umfasst vom Landkreis Bad Dürkheim die verbandsfreien Gemeinden Bad Dürkheim und Grünstadt sowie die Verbandsgemeinden Deidesheim, Freinsheim und Wachenheim an der Weinstraße sowie die ehemalige Verbandsgemeinde Grünstadt-Land nach dem Stand vom 31. Dezember 2017 | neue Wahlkreisnummer |
| 43                                    | Neustadt an der Weinstraße                   | umfasst die kreisfreie Stadt Neustadt an der Weinstraße sowie vom Landkreis Bad Dürkheim die verbandsfreie Gemeinde Haßloch und die Verbandsgemeinde Lambrecht (Pfalz) | neue Wahlkreisnummer |
| 44                                    | Kaiserslautern I                             | umfasst die kreisfreie Stadt Kaiserslautern ohne die Ortsbezirke Dansenberg, Einsiedlerhof, Erfenbach, Erlenbach, Mölschbach, Morlautern und Siegelbach sowie ohne die ehemaligen Ortsbezirke Betzenberg und Lämmchesberg/Universitätswohnstadt nach dem Stand vom 30. Juni 2004                                                                                             | neue Wahlkreisnummer |
| 45                                    | Kaiserslautern II                            | umfasst die Ortsbezirke Dansenberg, Einsiedlerhof, Erfenbach, Erlenbach, Mölschbach, Morlautern und Siegelbach sowie die ehemaligen Ortsbezirke Betzenberg und Lämmchesberg/Universitätswohnstadt nach dem Stand vom 30. Juni 2004 der kreisfreien Stadt Kaiserslautern sowie vom Landkreis Kaiserslautern die Verbandsgemeinden Enkenbach-Alsenborn und Otterbach-Otterberg | neue Wahlkreisnummer, Aufnahme des Wahlgebiets der ehemaligen VG Otterbach vom ehemaligen WK 45 (Kaiserslautern-Land), Abgabe der ehemaligen VG Kaiserslautern-Süd an den WK 46                                               |
| 46                                    | Kaiserslautern-Land                          | umfasst vom Landkreis Kaiserslautern die Verbandsgemeinden Bruchmühlbach-Miesau, Landstuhl, Ramstein-Miesenbach und Weilerbach | neue Wahlkreisnummer, Übernahme der ehemaligen VG Kaiserslautern-Süd in die VG Landstuhl und damit Aufnahme dieses Wahlgebietes vom ehemaligen WK 44 (Kaiserslautern II), Abgabe der ehemaligen VG Otterbach an den WK 45     |
| 47                                    | Zweibrücken                                  | umfasst die kreisfreie Stadt Zweibrücken und vom Landkreis Südwestpfalz die Verbandsgemeinden Thaleischweiler-Wallhalben, Waldfischbach-Burgalben und Zweibrücken-Land | neue Wahlkreisnummer, durch Auflösung des ehemaligen WK 47 (Pirmasens-Land) Aufnahme der VG Waldfischbach-Burgalben und der ehemaligen VG Thaleischweiler-Fröschen                                                            |
| 48                                    | Pirmasens                                    | umfasst die kreisfreie Stadt Pirmasens sowie vom Landkreis Südwestpfalz die Verbandsgemeinden Dahner Felsenland, Hauenstein, Pirmasens-Land und Rodalben | durch Auflösung des ehemaligen WK 47 (Pirmasens-Land) Aufnahme der VG Dahner Felsenland, Hauenstein und Pirmasens-Land, Abgabe der VG Annweiler am Trifels an den WK 49                                                       |
| 49                                    | Südliche Weinstraße                          | umfasst vom Landkreis Südliche Weinstraße die Verbandsgemeinden Annweiler am Trifels, Bad Bergzabern, Herxheim und Landau-Land sowie vom Landkreis Germersheim die Verbandsgemeinde Kandel | Aufnahme der VG Annweiler am Trifels vom WK 48, Abgabe der der VG Offenbach an der Queich an den WK 51 |
| 50                                    | Landau in der Pfalz                          | umfasst die kreisfreie Stadt Landau in der Pfalz sowie vom Landkreis Südliche Weinstraße die Verbandsgemeinden Edenkoben und Maikammer | Abgabe der VG Lingenfeld an den WK 51 |
| 51                                    | Germersheim                                  | umfasst vom Landkreis Germersheim die verbandsfreie Gemeinde Germersheim sowie die Verbandsgemeinden Bellheim und Lingenfeld sowie vom Landkreis Südliche Weinstraße die Verbandsgemeinde Offenbach an der Queich | Abgabe der verbandsfreien Gemeinde Wörth am Rhein sowie der Verbandsgemeinden Hagenbach, Jockgrim und Rülzheim an den neu gebildeten WK 52, Aufnahme der VG Offenbach an der Queich vom WK 49 und der VG Lingenfeld vom WK 50 |
| 52                                    | Wörth am Rhein                               | umfasst vom Landkreis Germersheim die verbandsfreie Gemeinde Wörth am Rhein sowie die Verbandsgemeinden Hagenbach, Jockgrim und Rülzheim | neu gebildeter Wahlkreis, Bildung aus Teilen des vormaligen Wahlkreises Germersheim |

## Geschichte

### 1947
Im Zuge der Vorbereitungen der ersten Landtagswahlen am 18. Mai 1947 beschloss die Landesregierung von Rheinland-Pfalz am 27. März 1947 die Landesverordnung über die Wahl zum ersten Landtag von Rheinland-Pfalz. Durch diese wurde in § 3 der Landesverordnung Rheinland-Pfalz in fünf Wahlbezirke eingeteilt. Diese Wahlbezirke waren  identisch mit den 5 vorhandenen Regierungsbezirken. Die Anzahl der Abgeordneten pro Regierungsbezirk wurde festgelegt.
| Anzahl der zu wählenden Abgeordneten | Anzahl der zu wählenden Abgeordneten |
| Wahlkreis                            | Anzahl                               |
| ------------------------------------ | ------------------------------------ |
| Regierungsbezirk Koblenz             | 31                                   |
| Regierungsbezirk Montabaur           | 08                                   |
| Regierungsbezirk Rheinhessen         | 13                                   |
| Regierungsbezirk Trier               | 13                                   |
| Regierungsbezirk Pfalz               | 35                                   |

### 1950
Im Zuge der Vorbereitungen der zweiten Landtagswahlen am 29. April 1951 beschloss der Landtag von Rheinland-Pfalz am 7. Dezember 1950 das erste Landeswahlgesetz. Durch den § 14 des Gesetzes wurde Rheinland-Pfalz nun in sieben Wahlkreise eingeteilt. Die Wahlkreise orientierten sich wiederum an den vorhandenen Regierungsbezirken, jedoch wurden die Regierungsbezirke Koblenz und Pfalz nunmehr geteilt. Die Anzahl der Abgeordneten pro Wahlkreis wurde erneut festgelegt.
| Anzahl der zu wählenden Abgeordneten | Anzahl der zu wählenden Abgeordneten | Anzahl der zu wählenden Abgeordneten |
| Wahlkreis                            | Gebiet | Anzahl                               |
| ------------------------------------ | --- | ------------------------------------ |
| Wahlkreis 1                          | vom Regierungsbezirk Koblenz die Kreise Altenkirchen (Westerwald), Neuwied, Ahrweiler, Mayen, Koblenz-Stadt und -Land                                                                       | 18                                   |
| Wahlkreis 2                          | vom Regierungsbezirk Koblenz die Kreise Cochem, Zell, Simmern, Sankt Goar, Kreuznach, Birkenfeld                                                                                            | 12                                   |
| Wahlkreis 3                          | Regierungsbezirk Trier | 14                                   |
| Wahlkreis 4                          | Regierungsbezirk Montabaur | 08                                   |
| Wahlkreis 5                          | Regierungsbezirk Rheinhessen | 13                                   |
| Wahlkreis 6                          | vom Regierungsbezirk Pfalz die Kreise Frankenthal-Stadt und -Land, Ludwigshafen-Stadt und -Land, Speyer-Stadt und -Land, Neustadt-Stadt und -Land, Landau-Stadt und -Land sowie Germersheim | 19                                   |
| Wahlkreis 7                          | vom Regierungsbezirk Pfalz die Kreise Kirchheimbolanden, Rockenhausen, Kusel, Kaiserslautern-Stadt und -Land, Zweibrücken-Stadt und -Land, Pirmasens-Stadt und -Land sowie Bergzabern       | 16                                   |

### 1970
Im Zuge der Vorbereitungen der siebenten Landtagswahlen am 21. März 1971 beschloss der Landtag von Rheinland-Pfalz am 7. Juli 1970 eine Änderung des Landeswahlgesetzes. Durch den § 12 des Gesetzes wurde Rheinland-Pfalz nun in sechs Wahlkreise eingeteilt. Die Anzahl der Abgeordneten pro Wahlkreis wurden wiederum festgelegt.
| Anzahl der zu wählenden Abgeordneten | Anzahl der zu wählenden Abgeordneten | Anzahl der zu wählenden Abgeordneten |
| Wahlkreis                            | Gebiet | Anzahl                               |
| ------------------------------------ | --- | ------------------------------------ |
| Wahlkreis 1                          | Landkreis Altenkirchen (Westerwald), Landkreis Neuwied, Oberwesterwaldkreis, Unterwesterwaldkreis, Rhein-Lahn-Kreis                                                            | 15                                   |
| Wahlkreis 2                          | Landkreis Ahrweiler, Landkreis Mayen, Landkreis Koblenz, Koblenz, Landkreis Cochem-Zell, Rhein-Hunsrück-Kreis, Landkreis Birkenfeld, Landkreis Bad Kreuznach                   | 22                                   |
| Wahlkreis 3                          | Landkreise Daun, Prüm, Bitburg, Bernkastel-Wittlich, Trier-Saarburg sowie die kreisfreie Stadt Trier                                                                           | 13                                   |
| Wahlkreis 4                          | Landkreise Mainz-Bingen, Alzey-Worms sowie die kreisfreien Städte Mainz und Worms                                                                                              | 14                                   |
| Wahlkreis 5                          | Landkreise Ludwigshafen, Bad Dürkheim, Landau-Bad Bergzabern, Germersheim sowie die kreisfreien Städte Frankenthal (Pfalz), Ludwigshafen am Rhein, Speyer, Neustadt und Landau | 21                                   |
| Wahlkreis 6                          | die Landkreise Donnersbergkreis, Kusel, Kaiserslautern, Zweibrücken, Pirmasens und die kreisfreien Städte Kaiserslautern, Zweibrücken und Pirmasens                            | 15                                   |

### 1972
Bereits 1972 erfolgte die nächste Neueinteilung der Wahlkreise. Am 4. Juli 1972 wurde das Landesgesetz zur Änderung des Landeswahlgesetzes verabschiedet, in dessen Folge Rheinland-Pfalz nun in vier Wahlkreise aufgeteilt wurde. Bei gleichbleibender Zahl der Landtagsmandate erhöhte sich dadurch die Zahl der Abgeordneten je Wahlkreis.
| Anzahl der zu wählenden Abgeordneten | Anzahl der zu wählenden Abgeordneten | Anzahl der zu wählenden Abgeordneten |
| Wahlkreis                            | Gebiet | Anzahl                               |
| ------------------------------------ | --- | ------------------------------------ |
| Wahlkreis 1                          | Landkreise Altenkirchen (Westerwald), Ahrweiler, Neuwied, Oberwesterwaldkreis, Unterwesterwaldkreis, Rhein-Lahn-Kreis, Mayen-Koblenz und die kreisfreie Stadt Koblenz                                    | 26                                   |
| Wahlkreis 2                          | Landkreise Cochem-Zell, Rhein-Hunsrück-Kreis, Birkenfeld, Bad Kreuznach sowie der Regierungsbezirk Trier                                                                                                 | 24                                   |
| Wahlkreis 3                          | Landkreise Mainz-Bingen, Alzey-Worms, Ludwigshafen sowie die kreisfreien Städte Mainz, Worms, Frankenthal (Pfalz), Ludwigshafen am Rhein und Speyer                                                      | 24                                   |
| Wahlkreis 4                          | Landkreise Bad Dürkheim, Landau-Bad Bergzabern, Germersheim, Kaiserslautern, Kusel, Donnersbergkreis, Pirmasens sowie die kreisfreien Städte Neustadt, Kaiserslautern, Zweibrücken, Pirmasens und Landau | 26                                   |

### 1989
Nach einer geringfügigen Änderung der Mandatszahlen im Jahr 1978, bei der der Wahlkreis 1 ein Mandat vom Wahlkreis 4 bekam, und einer Neufassung des Landeswahlgesetzes im Jahre 1982, welche aber keine Neueinteilung der Wahlkreise mit sich brachte und die Mandatsverteilung beibehielt, änderte sich 1989 die Wahlkreiseinteilung des Landes Rheinland-Pfalz drastisch. Mit dem Landeswahlgesetz in der Fassung vom 20. Dezember 1989 wurde Rheinland-Pfalz nunmehr in vier Wahlbezirke und 51 Wahlkreise eingeteilt. Diese Einteilung ist auch gegenwärtig mit geringfügigen Änderungen gültig. Teilweise änderten sich die Bezeichnungen von Gebietskörperschaften, im geringen Umfang wechselten auch Stimmbezirke den Wahlkreis. Durch die neue Wahlkreiseinteilung wurde nun auch genau ein Direktmandat je Wahlkreis vergeben.
| Landtagswahlkreise in Rheinland-Pfalz | Landtagswahlkreise in Rheinland-Pfalz  | Landtagswahlkreise in Rheinland-Pfalz |
| Nr.                                   | Wahlkreis                              | Gebiet |
| Bezirk 1                              | Bezirk 1                               | Kreisfreie Stadt Koblenz, Landkreise Ahrweiler, Mayen-Koblenz, Neuwied, Altenkirchen (Westerwald), Rhein-Lahn-Kreis, Westerwaldkreis |
| ------------------------------------- | -------------------------------------- | --- |
| 1                                     | Betzdorf/Kirchen (Sieg)                | umfasst vom Landkreis Altenkirchen (Westerwald) die verbandsfreie Gemeinde Herdorf sowie die Verbandsgemeinden Betzdorf, Daaden und Kirchen (Sieg) |
| 2                                     | Altenkirchen (Westerwald)              | umfasst vom Landkreis Altenkirchen (Westerwald) die Verbandsgemeinden Altenkirchen (Westerwald), Flammersfeld, Gebhardshain, Hamm (Sieg) und Wissen |
| 3                                     | Linz am Rhein/Rengsdorf                | umfasst vom Landkreis Neuwied die Verbandsgemeinden Asbach, Bad Hönningen, Linz am Rhein, Rengsdorf, Unkel und Waldbreitbach |
| 4                                     | Neuwied                                | umfasst vom Landkreis Neuwied die große kreisangehörige Stadt Neuwied sowie die Verbandsgemeinden Dierdorf und Puderbach |
| 5                                     | Bad Marienberg (Westerwald)/Westerburg | umfasst vom Westerwaldkreis die Verbandsgemeinden Bad Marienberg (Westerwald), Hachenburg, Rennerod, Selters (Westerwald) und Westerburg |
| 6                                     | Montabaur                              | umfasst vom Westerwaldkreis die Verbandsgemeinden Höhr-Grenzhausen, Montabaur, Ransbach-Baumbach, Wallmerod und Wirges |
| 7                                     | Diez/Nassau                            | umfasst vom Rhein-Lahn-Kreis die Verbandsgemeinden Diez, Hahnstätten, Katzenelnbogen, Nassau und Nastätten |
| 8                                     | Koblenz/Lahnstein                      | umfasst das rechts des Rheins gelegene Gebiet der kreisfreien Stadt Koblenz sowie vom Rhein-Lahn-Kreis die große kreisangehörige Stadt Lahnstein sowie die Verbandsgemeinden Bad Ems, Braubach und Loreley |
| 9                                     | Koblenz                                | umfasst das links des Rheins gelegene Gebiet der kreisfreien Stadt Koblenz |
| 10                                    | Bendorf/Weißenthurm                    | umfasst vom Landkreis Mayen-Koblenz die verbandsfreie Gemeinde Bendorf sowie die Verbandsgemeinden Vallendar und Weißenthurm |
| 11                                    | Andernach                              | umfasst vom Landkreis Mayen-Koblenz die große kreisangehörige Stadt Andernach sowie die Verbandsgemeinden Andernach-Land und Mendig |
| 12                                    | Mayen                                  | umfasst vom Landkreis Mayen-Koblenz die große kreisangehörige Stadt Mayen sowie die Verbandsgemeinden Maifeld, Mayen-Land, Rhens und Untermosel |
| 13                                    | Remagen/Sinzig                         | umfasst vom Landkreis Ahrweiler die verbandsfreien Gemeinden Remagen und Sinzig sowie die Verbandsgemeinden Bad Breisig und Brohltal |
| 14                                    | Bad Neuenahr-Ahrweiler                 | umfasst vom Landkreis Ahrweiler die verbandsfreien Gemeinden Bad Neuenahr-Ahrweiler und Grafschaft sowie die Verbandsgemeinden Adenau und Altenahr |
| Bezirk 2                              | Bezirk 2                               | Regierungsbezirk Trier, Landkreise Bad Kreuznach, Birkenfeld, Cochem-Zell, Rhein-Hunsrück-Kreis |
| 15                                    | Cochem-Zell                            | umfasst den Landkreis Cochem-Zell |
| 16                                    | Rhein-Hunsrück                         | umfasst den Rhein-Hunsrück-Kreis mit Ausnahme der Verbandsgemeinde Kirchberg. |
| 17                                    | Bad Kreuznach                          | umfasst vom Landkreis Bad Kreuznach die große kreisangehörige Stadt Bad Kreuznach sowie die Verbandsgemeinden Bad Kreuznach, Bad Münster am Stein-Ebernburg, Langenlonsheim und Stromberg |
| 18                                    | Kirn/Bad Sobernheim                    | umfasst vom Landkreis Bad Kreuznach die verbandsfreie Gemeinde Kirn sowie die Verbandsgemeinden Kirn-Land, Meisenheim, Rüdesheim und Bad Sobernheim |
| 19                                    | Birkenfeld                             | umfasst den Landkreis Birkenfeld |
| 20                                    | Daun                                   | umfasst den Landkreis Daun |
| 21                                    | Bitburg-Prüm                           | umfasst den Eifelkreis Bitburg-Prüm |
| 22                                    | Wittlich                               | umfasst vom Landkreis Bernkastel-Wittlich die verbandsfreie Gemeinde Wittlich und die Verbandsgemeinden Kröv-Bausendorf, Manderscheid und Wittlich-Land |
| 23                                    | Bernkastel-Kues/Morbach                | umfasst vom Landkreis Bernkastel-Wittlich die verbandsfreie Gemeinde Morbach sowie die Verbandsgemeinden Bernkastel-Kues, Neumagen-Dhron, Thalfang und Traben-Trarbach und die Verbandsgemeinde Kirchberg im Rhein-Hunsrück-Kreis                                                                                                 |
| 24                                    | Trier/Schweich                         | umfasst die Stadtteile Biewer, Ehrang, Pfalzel und Ruwer/Eitelsbach der kreisfreien Stadt Trier sowie vom Landkreis Trier-Saarburg die Verbandsgemeinden Ruwer, Schweich an der Römischen Weinstraße und Trier-Land |
| 25                                    | Trier                                  | umfasst die kreisfreie Stadt Trier ohne die Stadtteile Biewer, Ehrang, Pfalzel und Ruwer/Eitelsbach |
| 26                                    | Konz/Saarburg                          | umfasst vom Landkreis Trier-Saarburg die Verbandsgemeinden Hermeskeil, Kell, Konz und Saarburg |
| Bezirk 3                              | Bezirk 3                               | Kreisfreie Städte Mainz, Worms, Frankenthal (Pfalz), Ludwigshafen am Rhein, Speyer, Landkreise Mainz-Bingen, Alzey-Worms, Ludwigshafen |
| 27                                    | Mainz I                                | umfasst die Stadtteile Mainz-Altstadt, Mainz-Neustadt, Mainz-Oberstadt, Mainz-Hartenberg-Münchfeld und Mainz-Mombach der kreisfreien Stadt Mainz |
| 28                                    | Mainz II                               | umfasst die Stadtteile Mainz-Bretzenheim, Mainz-Drais, Mainz-Ebersheim, Mainz-Finthen, Mainz-Gonsenheim, Mainz-Hechtsheim, Mainz-Laubenheim, Mainz-Lerchenberg, Mainz-Marienborn und Mainz-Weisenau der kreisfreien Stadt Mainz                                                                                                   |
| 29                                    | Bingen am Rhein                        | umfasst vom Landkreis Mainz-Bingen die große kreisangehörige Stadt Bingen am Rhein sowie die Verbandsgemeinden Gau-Algesheim, Rhein-Nahe und Sprendlingen-Gensingen |
| 30                                    | Ingelheim am Rhein                     | umfasst vom Landkreis Mainz-Bingen die große kreisangehörige Stadt Ingelheim am Rhein und die verbandsfreie Gemeinde Budenheim sowie die Verbandsgemeinden Bodenheim, Heidesheim am Rhein und Nieder-Olm |
| 31                                    | Nierstein/Oppenheim                    | umfasst vom Landkreis Mainz-Bingen die Verbandsgemeinden Guntersblum und Nierstein-Oppenheim sowie vom Landkreis Alzey-Worms die verbandsfreie Gemeinde Osthofen und die Verbandsgemeinden Eich, Monsheim und Westhofen |
| 32                                    | Worms                                  | umfasst die kreisfreie Stadt Worms |
| 33                                    | Alzey                                  | umfasst vom Landkreis Alzey-Worms die verbandsfreie Gemeinde Alzey sowie die Verbandsgemeinden Alzey-Land, Wöllstein und Wörrstadt |
| 34                                    | Frankenthal (Pfalz)                    | umfasst die kreisfreie Stadt Frankenthal (Pfalz) sowie vom Landkreis Ludwigshafen die verbandsfreien Gemeinden Bobenheim-Roxheim und Lambsheim sowie die Verbandsgemeinde Heßheim |
| 35                                    | Ludwigshafen am Rhein I                | umfasst die Stadtteile Südliche Innenstadt, Nördliche Innenstadt, Friesenheim, Mundenheim und Rheingönheim der kreisfreien Stadt Ludwigshafen am Rhein |
| 36                                    | Ludwigshafen am Rhein II               | umfasst die Stadtteile Gartenstadt, Maudach, Oggersheim, Oppau und Ruchheim der kreisfreien Stadt Ludwigshafen am Rhein |
| 37                                    | Mutterstadt                            | umfasst vom Landkreis Ludwigshafen die verbandsfreien Gemeinden Altrip, Böhl-Iggelheim, Limburgerhof, Mutterstadt und Neuhofen sowie die Verbandsgemeinden Dannstadt-Schauernheim, Maxdorf und Rheinauen |
| 38                                    | Speyer                                 | umfasst die kreisfreie Stadt Speyer sowie vom Landkreis Ludwigshafen die verbandsfreien Gemeinden Römerberg und Schifferstadt und die Verbandsgemeinde Dudenhofen |
| Bezirk 4                              | Bezirk 4                               | Kreisfreie Städte Kaiserslautern, Pirmasens, Zweibrücken, Landau in der Pfalz, Neustadt an der Weinstraße, Landkreise Kaiserslautern, Kusel, Pirmasens, Südliche Weinstraße, Bad Dürkheim, Germersheim, Donnersbergkreis |
| 39                                    | Donnersberg                            | umfasst den Donnersbergkreis |
| 40                                    | Kusel                                  | umfasst den Landkreis Kusel |
| 41                                    | Bad Dürkheim                           | umfasst vom Landkreis Bad Dürkheim die verbandsfreien Gemeinden Bad Dürkheim und Grünstadt sowie die Verbandsgemeinden Deidesheim, Freinsheim, Grünstadt-Land, Hettenleidelheim und Wachenheim an der Weinstraße |
| 42                                    | Neustadt an der Weinstraße             | umfasst die kreisfreie Stadt Neustadt an der Weinstraße sowie vom Landkreis Bad Dürkheim die verbandsfreie Gemeinde Haßloch und die Verbandsgemeinde Lambrecht (Pfalz) |
| 43                                    | Kaiserslautern I                       | umfasst die kreisfreie Stadt Kaiserslautern ohne die Ortsbezirke Betzenberg, Dansenberg, Einsiedlerhof, Erfenbach, Erlenbach, Lämmchesberg/Universitätswohnstadt, Mölschbach, Morlautern und Siegelbach |
| 44                                    | Kaiserslautern II                      | umfasst die Ortsbezirke Betzenberg, Dansenberg, Einsiedlerhof, Erfenbach, Erlenbach, Lämmchesberg/Universitätswohnstadt, Mölschbach, Morlautern und Siegelbach der kreisfreien Stadt Kaiserslautern sowie vom Landkreis Kaiserslautern die Verbandsgemeinden Enkenbach-Alsenborn, Hochspeyer und Kaiserslautern-Süd und Otterberg |
| 45                                    | Kaiserslautern-Land                    | umfasst vom Landkreis Kaiserslautern die Verbandsgemeinden Bruchmühlbach-Miesau, Landstuhl, Otterbach, Ramstein-Miesenbach und Weilerbach |
| 46                                    | Zweibrücken                            | umfasst die kreisfreie Stadt Zweibrücken sowie vom Landkreis Pirmasens die Verbandsgemeinden Wallhalben und Zweibrücken-Land |
| 47                                    | Pirmasens-Land                         | umfasst vom Landkreis Pirmasens die Verbandsgemeinden Dahn, Hauenstein, Pirmasens-Land, Thaleischweiler-Fröschen und Waldfischbach-Burgalben |
| 48                                    | Pirmasens                              | umfasst die kreisfreie Stadt Pirmasens sowie vom Landkreis Pirmasens die Verbandsgemeinde Rodalben |
| 49                                    | Südliche Weinstraße                    | umfasst vom Landkreis Südliche Weinstraße die Verbandsgemeinden Annweiler am Trifels, Bad Bergzabern, Herxheim und Landau-Land |
| 50                                    | Landau in der Pfalz                    | umfasst die kreisfreie Stadt Landau in der Pfalz und vom Landkreis Germersheim die Verbandsgemeinde Lingenfeld sowie vom Landkreis Südliche Weinstraße die Verbandsgemeinden Edenkoben, Maikammer und Offenbach an der Queich |
| 51                                    | Germersheim                            | umfasst vom Landkreis Germersheim die verbandsfreien Gemeinden Germersheim und Wörth am Rhein sowie die Verbandsgemeinden Bellheim, Hagenbach, Jockgrim, Kandel und Rülzheim |

### 2014
Durch das Siebte Landesgesetz zur Änderung des Wahlgesetzes vom 23. Oktober 2014 kam es im Hinblick auf die Landtagswahl 2016 erstmals seit 1989 zu größeren Wahlgebietsänderungen in einigen Wahlkreisen. Darüber hinaus war nun die Zahl der Stimmberechtigten und nicht mehr die Bevölkerungszahl Bemessensgrundlage für den Zuschnitt der Wahlkreise. Gleichzeitig wurden auch Zusammenlegungen von Verbandsgemeinden oder Umbenennungen von Landkreisen berücksichtigt.
| Landtagswahlkreise in Rheinland-Pfalz | Landtagswahlkreise in Rheinland-Pfalz        | Landtagswahlkreise in Rheinland-Pfalz | Landtagswahlkreise in Rheinland-Pfalz |
| Nr.                                   | Wahlkreis                                    | Gebiet | Veränderung zu 1989 |
| Bezirk 1                              | Bezirk 1                                     | Kreisfreie Stadt Koblenz, Landkreise Ahrweiler, Mayen-Koblenz, Neuwied, Altenkirchen (Westerwald), Rhein-Lahn-Kreis, Westerwaldkreis | Kreisfreie Stadt Koblenz, Landkreise Ahrweiler, Mayen-Koblenz, Neuwied, Altenkirchen (Westerwald), Rhein-Lahn-Kreis, Westerwaldkreis |
| ------------------------------------- | -------------------------------------------- | --- | --- |
| 1                                     | Betzdorf/Kirchen (Sieg)                      | umfasst vom Landkreis Altenkirchen (Westerwald) die verbandsfreie Gemeinde Herdorf sowie die Verbandsgemeinden Betzdorf, Daaden und Kirchen (Sieg) sowie vom Westerwaldkreis die Verbandsgemeinde Rennerod | Aufnahme der Verbandsgemeinde Rennerod vom WK 5 |
| 2                                     | Altenkirchen (Westerwald)                    | umfasst vom Landkreis Altenkirchen (Westerwald) die Verbandsgemeinden Altenkirchen (Westerwald), Flammersfeld, Gebhardshain, Hamm (Sieg) und Wissen | keine |
| 3                                     | Linz am Rhein/Rengsdorf                      | umfasst vom Landkreis Neuwied die Verbandsgemeinden Asbach, Bad Hönningen, Linz am Rhein, Rengsdorf, Unkel und Waldbreitbach | keine |
| 4                                     | Neuwied                                      | umfasst vom Landkreis Neuwied die große kreisangehörige Stadt Neuwied sowie die Verbandsgemeinden Dierdorf und Puderbach | keine |
| 5                                     | Bad Marienberg (Westerwald)/Westerburg       | umfasst vom Westerwaldkreis die Verbandsgemeinden Bad Marienberg (Westerwald), Hachenburg, Selters (Westerwald) und Westerburg | Abgabe der Verbandsgemeinde Rennerod an den WK 1 |
| 6                                     | Montabaur                                    | umfasst vom Westerwaldkreis die Verbandsgemeinden Montabaur, Ransbach-Baumbach, Wallmerod und Wirges | Abgabe der Verbandsgemeinde Höhr-Grenzhausen an den WK 10 |
| 7                                     | Diez/Nassau                                  | umfasst vom Rhein-Lahn-Kreis die Verbandsgemeinden Diez, Hahnstätten, Katzenelnbogen, Nassau und Nastätten | keine |
| 8                                     | Koblenz/Lahnstein                            | umfasst das rechts des Rheins gelegene Gebiet der kreisfreien Stadt Koblenz sowie vom Rhein-Lahn-Kreis die große kreisangehörige Stadt Lahnstein sowie die Verbandsgemeinden Bad Ems und Loreley | Verschmelzung der früheren Verbandsgemeinden Braubach und Loreley zur Verbandsgemeinde Loreley |
| 9                                     | Koblenz                                      | umfasst das links des Rheins gelegene Gebiet der kreisfreien Stadt Koblenz | keine |
| 10                                    | Bendorf/Weißenthurm                          | umfasst vom Landkreis Mayen-Koblenz die verbandsfreie Gemeinde Bendorf sowie die Verbandsgemeinden Vallendar und Weißenthurm sowie vom Westerwaldkreis die Verbandsgemeinde Höhr-Grenzhausen | Aufnahme der Verbandsgemeinde Höhr-Grenzhausen vom WK 6 |
| 11                                    | Andernach                                    | umfasst vom Landkreis Mayen-Koblenz die große kreisangehörige Stadt Andernach sowie die Verbandsgemeinden Pellenz und Mendig | Umbenennung der Verbandsgemeinde Andernach-Land in Pellenz |
| 12                                    | Mayen                                        | umfasst vom Landkreis Mayen-Koblenz die große kreisangehörige Stadt Mayen sowie die Verbandsgemeinden Maifeld, Vordereifel und Rhein-Mosel | Umbenennung der Verbandsgemeinde Mayen-Land in Vordereifel, Zusammenlegung der Verbandsgemeinden Rhens und Untermosel zur Verbandsgemeinde Rhein-Mosel                                                                                                 |
| 13                                    | Remagen/Sinzig                               | umfasst vom Landkreis Ahrweiler die verbandsfreien Gemeinden Remagen und Sinzig sowie die Verbandsgemeinden Bad Breisig und Brohltal | keine |
| 14                                    | Bad Neuenahr-Ahrweiler                       | umfasst vom Landkreis Ahrweiler die verbandsfreien Gemeinden Bad Neuenahr-Ahrweiler und Grafschaft sowie die Verbandsgemeinden Adenau und Altenahr | keine |
| Bezirk 2                              | Bezirk 2                                     | Regierungsbezirk Trier, Landkreise Bad Kreuznach, Birkenfeld, Cochem-Zell, Rhein-Hunsrück-Kreis | Regierungsbezirk Trier, Landkreise Bad Kreuznach, Birkenfeld, Cochem-Zell, Rhein-Hunsrück-Kreis |
| 15                                    | Cochem-Zell                                  | umfasst den Landkreis Cochem-Zell | keine |
| 16                                    | Rhein-Hunsrück                               | umfasst vom Rhein-Hunsrück-Kreis die verbandsfreie Gemeinde Boppard sowie die Verbandsgemeinden Emmelshausen, Kastellaun, Rheinböllen, Sankt Goar-Oberwesel und Simmern/Hunsrück | keine |
| 17                                    | Bad Kreuznach                                | umfasst vom Landkreis Bad Kreuznach die große kreisangehörige Stadt Bad Kreuznach sowie die Verbandsgemeinden Bad Kreuznach, Bad Münster am Stein-Ebernburg, Langenlonsheim und Stromberg | keine |
| 18                                    | Kirn/Bad Sobernheim                          | umfasst vom Landkreis Bad Kreuznach die verbandsfreie Gemeinde Kirn sowie die Verbandsgemeinden Kirn-Land, Meisenheim, Rüdesheim und Bad Sobernheim | keine |
| 19                                    | Birkenfeld                                   | umfasst den Landkreis Birkenfeld | keine |
| 20                                    | Vulkaneifel                                  | umfasst den Landkreis Vulkaneifel | 2006 Umbenennung des Landkreises Daun in Vulkaneifel |
| 21                                    | Bitburg-Prüm                                 | umfasst den Eifelkreis Bitburg-Prüm | keine |
| 22                                    | Wittlich                                     | umfasst vom Landkreis Bernkastel-Wittlich die verbandsfreie Gemeinde Wittlich und die Verbandsgemeinden Traben-Trarbach und Wittlich-Land | Zusammenlegung der vormaligen Verbandsgemeinden Kröv-Bausendorf und Traben-Trarbach zur neuen Verbandsgemeinde-Trarbach, damit Aufnahme des Gebietes der alten VG Traben-Trarbach vom WK 23, Eingliederung der VG Manderscheid in die VG Wittlich-Land |
| 23                                    | Bernkastel-Kues/Morbach/Kirchberg (Hunsrück) | umfasst vom Landkreis Bernkastel-Wittlich die verbandsfreie Gemeinde Morbach sowie die Verbandsgemeinden Bernkastel-Kues, Thalfang am Erbeskopf und die Verbandsgemeinde Kirchberg im Rhein-Hunsrück-Kreis | 2012 Auflösung der VG Neumagen-Dhron und Aufteilung auf die VG Bernkastel-Kues (WK 24) und VG Schweich an der Römischen Weinstraße (WK 25), Abgabe des Gebietes der alten VG Traben-Trarbach an den WK 22                                              |
| 24                                    | Trier/Schweich                               | umfasst die Stadtteile Biewer, Ehrang, Pfalzel und Ruwer/Eitelsbach der kreisfreien Stadt Trier sowie vom Landkreis Trier-Saarburg die Verbandsgemeinden Ruwer, Schweich an der Römischen Weinstraße und Trier-Land | Aufnahme eines Teils der aufgelösten VG Neumagen-Dhron vom WK 23 |
| 25                                    | Trier                                        | umfasst die kreisfreie Stadt Trier ohne die Stadtteile Biewer, Ehrang, Pfalzel und Ruwer/Eitelsbach | keine |
| 26                                    | Konz/Saarburg                                | umfasst vom Landkreis Trier-Saarburg die Verbandsgemeinden Hermeskeil, Kell am See, Konz und Saarburg | keine |
| Bezirk 3                              | Bezirk 3                                     | Kreisfreie Städte Mainz, Worms, Frankenthal (Pfalz), Ludwigshafen am Rhein, Speyer, Landkreise Mainz-Bingen, Alzey-Worms, Ludwigshafen | Kreisfreie Städte Mainz, Worms, Frankenthal (Pfalz), Ludwigshafen am Rhein, Speyer, Landkreise Mainz-Bingen, Alzey-Worms, Ludwigshafen |
| 27                                    | Mainz I                                      | umfasst die Stadtteile Mainz-Altstadt, Mainz-Laubenheim, Mainz-Neustadt, Mainz-Oberstadt, Mainz-Hartenberg-Münchfeld und Mainz-Weisenau der kreisfreien Stadt Mainz | Aufnahme der Stadtteile Mainz-Laubenheim und Mainz-Weisenau vom WK 28, Abgabe des Stadtteils Mainz-Mombach an den WK 28 |
| 28                                    | Mainz II                                     | umfasst die Stadtteile Mainz-Bretzenheim, Mainz-Drais, Mainz-Ebersheim, Mainz-Finthen, Mainz-Gonsenheim, Mainz-Hechtsheim, Mainz-Lerchenberg, Mainz-Marienborn und Mainz-Mombach der kreisfreien Stadt Mainz | Aufnahme des Stadtteils Mainz-Mombach vom WK 27, Abgabe der Stadtteile Mainz-Laubenheim und Mainz-Weisenau an den WK 27 |
| 29                                    | Bingen am Rhein                              | umfasst vom Landkreis Mainz-Bingen die große kreisangehörige Stadt Bingen am Rhein sowie die Verbandsgemeinden Gau-Algesheim, Rhein-Nahe und Sprendlingen-Gensingen | keine |
| 30                                    | Ingelheim am Rhein                           | umfasst vom Landkreis Mainz-Bingen die große kreisangehörige Stadt Ingelheim am Rhein und die verbandsfreie Gemeinde Budenheim sowie die Verbandsgemeinden Bodenheim, Heidesheim am Rhein und Nieder-Olm | keine |
| 31                                    | Rhein-Selz/Wonnegau                          | umfasst vom Landkreis Mainz-Bingen die Verbandsgemeinde Rhein-Selz sowie vom Landkreis Alzey-Worms die Verbandsgemeinden Eich, Monsheim und Wonnegau | Umbenennung des Wahlkreises von Nierstein/Oppenheim in Rhein-Selz/Wonnegau, Zusammenlegung der VG Guntersblum und Nierstein-Oppenheim zur VG Rhein-Selz, Zusammenlegung der Stadt Osthofen und der VG Westhofen zur VG Wonnegau                        |
| 32                                    | Worms                                        | umfasst die kreisfreie Stadt Worms | keine |
| 33                                    | Alzey                                        | umfasst vom Landkreis Alzey-Worms die verbandsfreie Gemeinde Alzey sowie die Verbandsgemeinden Alzey-Land, Wöllstein und Wörrstadt | keine |
| 34                                    | Frankenthal (Pfalz)                          | umfasst die kreisfreie Stadt Frankenthal (Pfalz) sowie vom Rhein-Pfalz-Kreis die verbandsfreien Gemeinde Bobenheim-Roxheim und die Verbandsgemeinde Lambsheim-Heßheim | keine |
| 35                                    | Ludwigshafen am Rhein I                      | umfasst die Stadtteile Südliche Innenstadt, Nördliche Innenstadt, Friesenheim, Mundenheim und Rheingönheim der kreisfreien Stadt Ludwigshafen am Rhein | keine |
| 36                                    | Ludwigshafen am Rhein II                     | umfasst die Stadtteile Gartenstadt, Maudach, Oggersheim, Oppau und Ruchheim der kreisfreien Stadt Ludwigshafen am Rhein | keine |
| 37                                    | Mutterstadt                                  | umfasst vom Rhein-Pfalz-Kreis die verbandsfreien Gemeinden Böhl-Iggelheim, Limburgerhof und Mutterstadt sowie die Verbandsgemeinden Dannstadt-Schauernheim, Maxdorf und Waldsee | Zusammenlegung von Altrip, Neuhofen und der vormaligen VG Waldsee zur neuen VG Waldsee, später in VG Rheinauen umbenannt. |
| 38                                    | Speyer                                       | umfasst die kreisfreie Stadt Speyer sowie vom Rhein-Pfalz-Kreis die verbandsfreie Gemeinden Schifferstadt und die Verbandsgemeinde Römerberg-Dudenhofen | keine |
| Bezirk 4                              | Bezirk 4                                     | Kreisfreie Städte Kaiserslautern, Pirmasens, Zweibrücken, Landau in der Pfalz, Neustadt an der Weinstraße, Landkreise Kaiserslautern, Kusel, Südwestpfalz, Südliche Weinstraße, Bad Dürkheim, Germersheim, Donnersbergkreis | Kreisfreie Städte Kaiserslautern, Pirmasens, Zweibrücken, Landau in der Pfalz, Neustadt an der Weinstraße, Landkreise Kaiserslautern, Kusel, Südwestpfalz, Südliche Weinstraße, Bad Dürkheim, Germersheim, Donnersbergkreis                            |
| 39                                    | Donnersberg                                  | umfasst den Donnersbergkreis und vom Landkreis Bad Dürkheim die Verbandsgemeinde Hettenleidelheim | Aufnahme der VG Hettenleidelheim vom WK 41 |
| 40                                    | Kusel                                        | umfasst den Landkreis Kusel | kein |
| 41                                    | Bad Dürkheim                                 | umfasst vom Landkreis Bad Dürkheim die verbandsfreien Gemeinden Bad Dürkheim und Grünstadt sowie die Verbandsgemeinden Deidesheim, Freinsheim, Grünstadt-Land und Wachenheim an der Weinstraße | Abgabe der VG Hettenleidelheim an den WK 39 |
| 42                                    | Neustadt an der Weinstraße                   | umfasst die kreisfreie Stadt Neustadt an der Weinstraße sowie vom Landkreis Bad Dürkheim die verbandsfreie Gemeinde Haßloch und die Verbandsgemeinde Lambrecht (Pfalz) | keine |
| 43                                    | Kaiserslautern I                             | umfasst die kreisfreie Stadt Kaiserslautern ohne die Ortsbezirke Dansenberg, Einsiedlerhof, Erfenbach, Erlenbach, Mölschbach, Morlautern und Siegelbach sowie ohne die ehemaligen Ortsbezirke Betzenberg und Lämmchesberg/Universitätswohnstadt nach dem Stand vom 30. Juni 2004 | keine |
| 44                                    | Kaiserslautern II                            | umfasst die Ortsbezirke Dansenberg, Einsiedlerhof, Erfenbach, Erlenbach, Mölschbach, Morlautern und Siegelbach sowie die ehemaligen Ortsbezirke Betzenberg und Lämmchesberg/Universitätswohnstadt nach dem Stand vom 30. Juni 2004 der kreisfreien Stadt Kaiserslautern sowie vom Landkreis Kaiserslautern die Verbandsgemeinden Enkenbach-Alsenborn und Kaiserslautern-Süd sowie die ehemalige Verbandsgemeinde Otterberg nach dem Stand vom 30. Juni 2014 | Eingliederung der VG Hochspeyer in die VG Enkenbach-Alsenborn, keine Änderung des Wahlkreisgebietes |
| 45                                    | Kaiserslautern-Land                          | umfasst vom Landkreis Kaiserslautern die Verbandsgemeinden Bruchmühlbach-Miesau, Landstuhl, Ramstein-Miesenbach und Weilerbach sowie die ehemalige Verbandsgemeinde Otterbach nach dem Stand vom 30. Juni 2014 | keine |
| 46                                    | Zweibrücken                                  | umfasst die kreisfreie Stadt Zweibrücken sowie vom Landkreis Südwestpfalz die Verbandsgemeinde Zweibrücken-Land sowie die ehemalige Verbandsgemeinde Wallhalben nach dem Stand vom 30. Juni 2014 | keine |
| 47                                    | Pirmasens-Land                               | umfasst vom Landkreis Südwestpfalz die Verbandsgemeinden Dahner Felsenland, Hauenstein, Pirmasens-Land und Waldfischbach-Burgalben sowie die ehemalige Verbandsgemeinde Thaleischweiler-Fröschen nach dem Stand vom 30. Juni 2014 | keine |
| 48                                    | Pirmasens                                    | umfasst die kreisfreie Stadt Pirmasens sowie vom Landkreis Südliche Weinstraße die Verbandsgemeinde Annweiler am Trifels und vom Kreis Südwestpfalz die Verbandsgemeinde Rodalben | Aufnahme der VG Annweiler am Trifels vom WK 49 |
| 49                                    | Südliche Weinstraße                          | umfasst vom Landkreis Südliche Weinstraße die Verbandsgemeinden Bad Bergzabern, Herxheim, Landau-Land und Offenbach an der Queich sowie vom Landkreis Germersheim die Verbandsgemeinde Kandel | Aufnahme der VG Offenbach an der Queich vom WK 50 sowie der VG Kandel vom WK 51, Abgabe der VG Annweiler am Trifels an den WK 48 |
| 50                                    | Landau in der Pfalz                          | umfasst die kreisfreie Stadt Landau in der Pfalz und vom Landkreis Germersheim die Verbandsgemeinde Lingenfeld sowie vom Landkreis Südliche Weinstraße die Verbandsgemeinden Edenkoben und Maikammer 1 | Abgabe der VG Offenbach an der Queich an den WK 49 |
| 51                                    | Germersheim                                  | umfasst vom Landkreis Germersheim die verbandsfreien Gemeinden Germersheim und Wörth am Rhein sowie die Verbandsgemeinden Bellheim, Hagenbach, Jockgrim und Rülzheim | Abgabe der VG Kandel an den WK 49 |